# 上賀茂橋

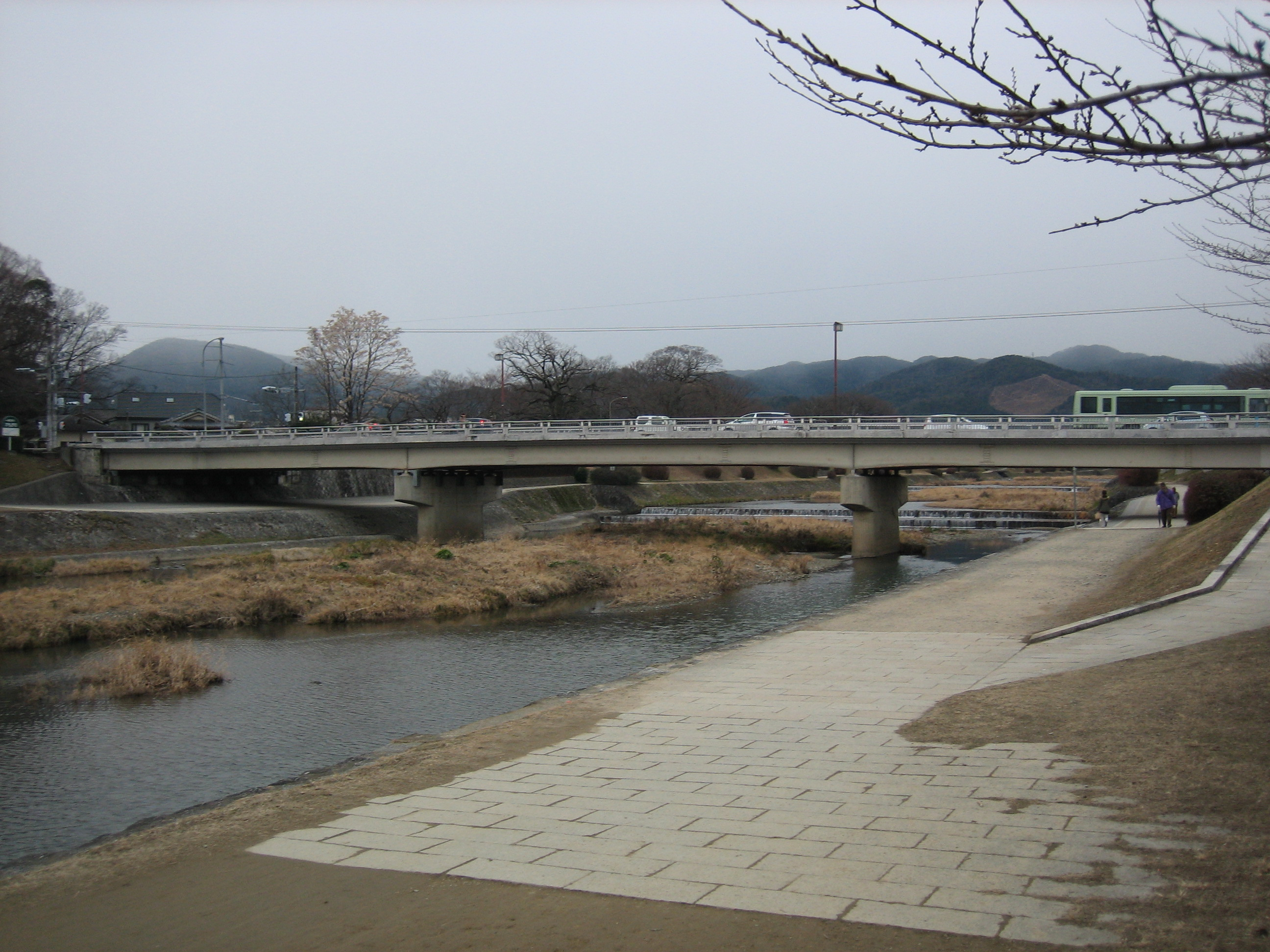
上賀茂橋

上賀茂橋（かみがもばし）は、京都市北区の鴨川に架かる玄以通の橋である。

## 概要

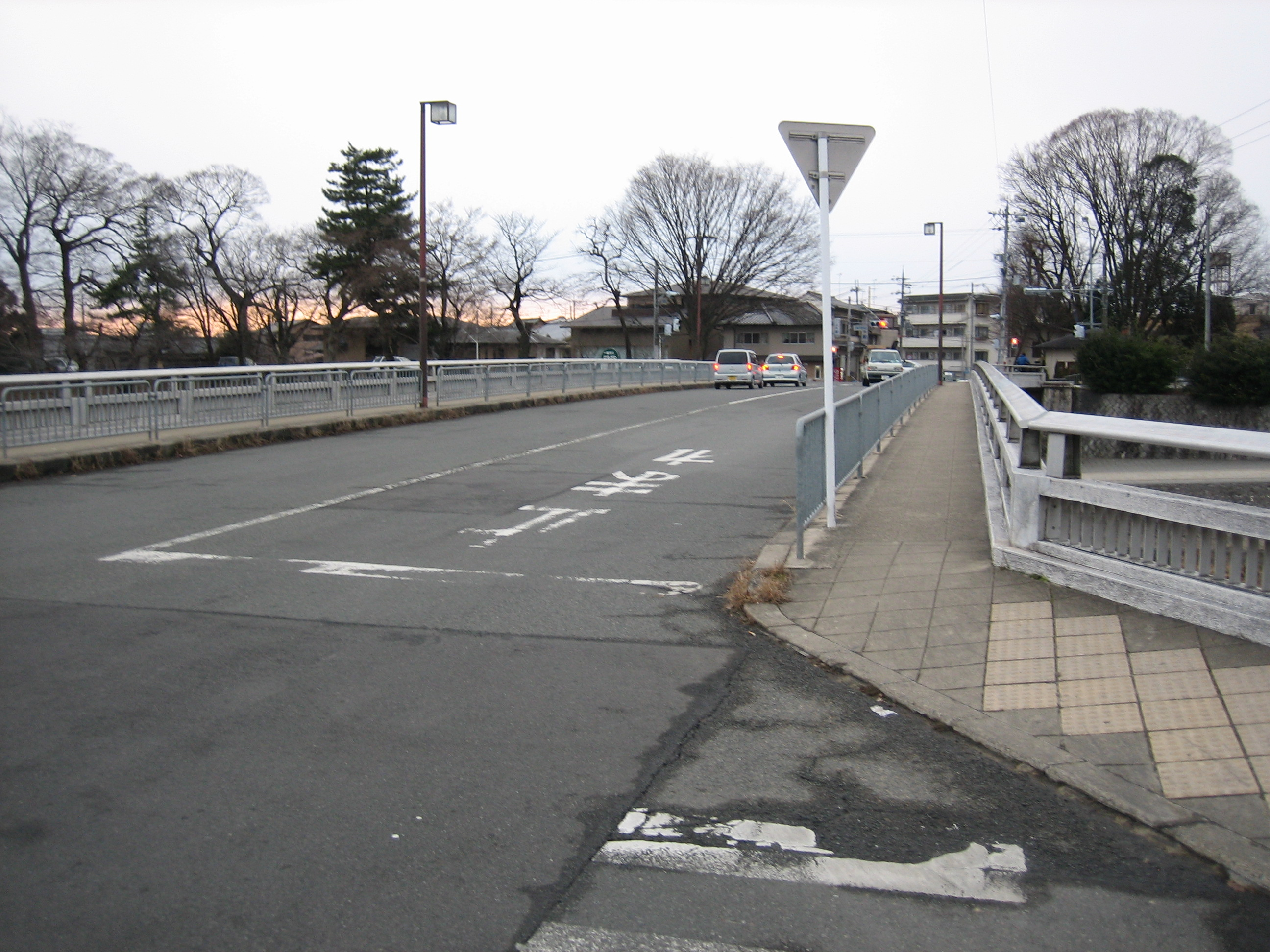
上賀茂橋 東詰橋上より

御薗橋（御薗橋通）と北山大橋（北山通）の間に位置する。また橋西詰の南西すぐ、玄以通との交差点は新町通の起点となる。
かつて、北区大北山の蓮華谷火葬場が稼動していた頃には、葬送の列は上賀茂神社の参道たる御薗橋を渡らず、迂回してこの上賀茂橋を渡ったとされる。
現在の橋は1970年（昭和45年）に架設され、橋長は73.3m、有効幅員は12m。片側1車線の車道および、その外側に歩道が設けられている。左岸の上賀茂や宝ヶ池方面と、右岸の紫竹地域を始め、市内中心部方面を結んでいる。約590m北側にある御薗橋がしばしば渋滞を引き起こすことから、抜け道としても利用されている。
上賀茂橋から葵橋までの鴨川右岸は、京都市の広域避難場所に指定されているほか、上御霊神社で5月18日に行われる御霊祭では、橋西詰まで神輿が巡行する。

## 清蔵口の可能性
清蔵口（せいぞうぐち）は京の七口の1つで、上賀茂橋の南方約1.5km、新町通と鞍馬口通の交差点付近に存在していたとされる。しかし、1719年（享保4年）に刊行された『京都御役所向大概覚書』の書中に、「賀茂川堤石垣間数並所川幅之事 - 大宮之渡りより清蔵口まで、間数三百八間」と記載されている。「大宮之渡り」とは御薗橋を指す。そこから308間（約560m）離れた所は、現在の上賀茂橋付近であり、「賀茂川筋名細絵図」にも賀茂川右岸の寛文新堤部分に清蔵口の記載があり、この場所も清蔵口と呼ばれていた可能性がある。
ちなみに、1922年（大正11年）に測図された、大日本帝国陸地測量部の1/25000地形図「京都東北部」では、名称は記載されていないものの、現在の上賀茂橋付近に橋が存在している。右岸周辺に集落がまったく存在しない一方、左岸北方には広域にわたって居住地（上賀茂神社の社家町）が描かれ、古来より上賀茂橋周辺が京都中心部と上賀茂とを結ぶ街道途中にあったことを示している。

## 周辺施設
- 京都市立加茂川中学校